# Bill Evans (saxofonista)
Bill Evans (* 9. února 1958 Clarendon Hills, Illinois USA) je americký jazzový saxofonista. Počátkem osmdesátých let začal spolupracovat s trumpetistou Milesem Davisem, se kterým nahrál tři studiová alba; The Man with the Horn (1981), Star People (1983) a Decoy (1984). V osmdesátých letech rovněž hrál s obnovenou skupinou Mahavishnu Orchestra. Spolupracoval s mnoha dalšími hudebníky, mezi něž patří Herbie Hancock, Willie Nelson nebo Mick Jagger.